# Proszynskiana
Proszynskiana — род пауков из семейства пауков-скакунов (Salticidae). Включает 5 видов, распространённых в Средней Азии. Название дано в честь польского арахнолога Ежи Прушиньски (пол. Jerzy Prószyński).

## Виды
В настоящее время к роду относят 5 видов:
- Proszynskiana aeluriforma Logunov et Rakov, 1998 — Узбекистан
- Proszynskiana deserticola Logunov, 1996 — Казахстан
- Proszynskiana iranica Logunov, 1996 — Туркменистан
- Proszynskiana starobogatovi Logunov, 1996typus — Таджикистан
- Proszynskiana zonshteini Logunov, 1996 — Туркменистан